# Bosten-See
Der Bosten-See (auch: Bagrax Hu; chinesisch 博斯滕湖, Pinyin Bósīténg Hú; uigurisch باغراش كۆلى Baghrash Köli/Baƣrax Kɵli) liegt 57 km nordöstlich der Stadt Korla im Kreis Bagrax (Bohu 博湖县) des Mongolischen Autonomen Bezirks Bayingolin des Uigurischen Autonomen Gebiets Xinjiang im Yanqi-Becken 焉耆盆地 im südöstlichen Randbereich des Tian Shan (天山).
Er ist einer der größten Süßwasser-Binnenseen Chinas.

## Geographie
Der Bosten-See einschließlich mehrerer kleiner Nebenseen nimmt eine Fläche von ca. 1000 km² ein (Länge 55 km, Breite 25 km).
Sein Volumen beträgt ca. 7,7 km³. Der See liegt auf einer Höhe von um die 1048 m. Es wurde eine Tiefe von bis zu 15,7 Meter gemessen, wobei der Seespiegel jahreszeitlich schwankt und derzeit insgesamt ein Anstieg des Wasserspiegels zu verzeichnen ist.
Im östlichen Seebecken gibt es verschiedene Thermalquellen, dennoch ist der See zwischen November und März zugefroren.
Das Yanqi-Becken, in dem der See liegt, wird im Norden von über 4000 m hohen vergletscherten Gebirgsketten (Sarmin-, Chajdutau- und Bortoula-Kette) umrandet, im Süden vom Kokteketau- und Borochotan-Gebirge sowie vom Kuruk Tagh, die über 2500 m hoch sind.
Im Nordosten befindet sich die Turpan-Senke, im Südwesten das Tarimbecken.

## Die Geschichte des Sees
Nach Entnahme einer Probe bei der Bohrung im Felsuntergrund des Bosten-Sees im Jahr 1957 vermutete der russischen Ingenieur Jida, dass der See 4000 Jahre alt ist. Neuere Untersuchungen weisen darauf hin, dass der See sich schon vor etwa 8000 Jahren gebildet haben könnte.
Nach einem Bericht des Chinesen Li Daovuan mit Titel Shui Jin Zhu (2. Teil) aus dem sechsten Jahrhundert war zu der Zeit anstelle des Sees nur ein Sumpfgebiet, das der Chinese mit den folgenden Namen bezeichnete: Su (= Sumpf mit etwas Wasser), Zhu (= kleine Insel im Wasser) oder Pu (= Wasseroberfläche).
Während der Zeit des chinesischen Kaisers Jiaqing (1798–1820) in der Qing-Dynastie besuchte Xu Song den Bosten-See und vermaß ihn. Der See war damals 138 km lang und 23 km breit; die Tiefe des Sees betrug 16 Meter. Er war von weiten Sumpfgebieten umgeben.

## Zuflüsse des Sees
Unter den verschiedenen Zuflüssen des Sees sind die vier größten der Kaidu 開都河, der Huang Shui Gou 黃水溝, der Qing Shui 清水河 und der Wu-La-Si-Te 烏拉司特河. Von diesen vier Flüssen stammen 96 % des Seewassers. Vom Flusswasser hat der größte Fluss, der Kaidu-Fluss 開都河, einen Anteil von 83 %. Der Kaidu-Fluss führt überwiegend in den Sommermonaten zwischen Mai und September Wasser, nämlich Grundwasser und Oberflächenwasser hauptsächlich aus Niederschlägen und aus Schmelzwasser von Gletschern.

## Der See und seine Bedeutung
Der Bosten-See hat für die Region wegen seiner reichen Fischbestände und als Feuchtgebiet von 1400 km² Ausdehnung eine große Bedeutung. Er unterliegt Schwankungen des Seespiegels und hat seit seiner Beschreibung durch Sven Hedin Anfang März 1896 seine Tiefe und seinen Umfang stark verringert.
Durch das Wasser aus dem Bosten-See und dem Kaidu-Fluss werden etwa 100.000 ha Ackerland im Yanji-Becken bewässert. Außerdem erhalten der Unterlauf des Tarim und der dort befindliche Daxihaizi-Stausee vom Bosten-See über den Konqi (Kong Que 孔雀河 = Pfauenfluss) einen wesentlichen Teil ihres Wasserzuflusses. Dadurch wird ein grüner Korridor erhalten, der die östliche Straße G218 die durch das Tarimbecken 塔里木盆地 führt schützt und die Taklamakan-Wüste von der Kuruk Tag-Wüste im Lop-Nor-Becken trennt.
Vor dem Bau umfangreicher Bewässerungsanlagen im Yanji-Becken war der Konqi ein wesentlicher Zufluss des inzwischen ausgetrockneten Sees Lop Nor 羅布泊.

## Klima
Die Monatsmitteltemperatur liegt im Januar bei −10 °C und im Juli bei + 28 °C.
Die Jahresmitteltemperatur beträgt 9,5 °C.
Die mittlere Jahresniederschlagshöhe beträgt 70 mm bei einer jährlichen potenziellen Evaporation von 2000 mm.

## Aktuelle Entwicklungen
Während Ende des letzten Jahrhunderts noch ein Absinken und Versalzen des Sees befürchtet wurde, weisen neuere Untersuchungen auf einen Anstieg des Seespiegels hin.
Als Gründe für den Wiederanstieg des Wasserspiegels werden zusätzliches Wasser aufgrund zunehmende Gletscherschmelze und eine Zunahme der jährlichen Niederschlagsmengen vermutet.

## Ätiologische Sage vom Bosten-See
Nach einer ätiologischen Sage, die die Entstehung des Namens „Bosten-See“ erklären will, gab es im Yanji-Becken früher keinen See, sondern nur eine große Steppe, auf der ein junges Liebespaar lebte. Der Junge, der Bosten hieß, liebte das Mädchen Gaya. Aber der Regengeist am Himmel verschleppte das Mädchen und versuchte, Gaya zu seiner Frau zu machen. Bosten besiegte ihn, aber er war daraufhin so erschöpft, dass er starb. Gaya trauerte und weinte und weinte. Ihre Tränen verwandelten die Steppe in einen weiten See. Diesem Liebespaar zu Ehren wurde der See Bosten-See genannt.

## Chinesisches Kernwaffentestgelände
100 km südöstlich des Bosten-Sees liegt das chinesische Kernwaffentestgelände Lop Nor. Dort wurden zwischen 1964 und 1996 insgesamt 45 oberirdische (zuletzt am 16. Oktober 1980) und unterirdische Kernwaffenversuche durchgeführt.
Das Kernwaffentestgelände ist als Zwischenlager und als eventuelles Endlager für heiße und hochradioaktive Abfälle vorgesehen.

### Der Bosten-See
- Satellitenkarte zeigt den Bosten-See mit dem Nordosten (einschließlich Turpan)
- Seespiegelschwankungen des Bosten-Sees (PDF; 1,5 MB)
- Interdisziplinären DFG-Bündelprojekt zum Thema: „Untersuchungen zur Seegeschichte und Mikroorganismen des Bosten Hu seit dem Jungkänozoikum (NW-China, Provinz Xinjiang)“
- Datenblatt
- Climatic variability in arid central Asia over the last 2000 years documented by Bosten Lake, China. (PDF; 312 kB)
- Stable isotopic variations in oxygen and hydrogen of waters in Lake Bosten region, Southern Xinjiang, Western China. (PDF; 312 kB) 2002.

### Das Yanqi-Becken
- Philip Andreas Brunner: Yanqi-Becken. (PDF) Mai 2003. Seite 14ff.
- Philip Andreas Brunner: Water and Salt Management in the Yanqi Basin, China. (PDF; 646 kB) 2005. Zusammenfassung der Dissertation (englisch und deutsch).

### Das chinesische Kernwaffenversuchsgelände Lop Nor
- Das chinesische Kernwaffenversuchsgelände Lop Nor.
- Atomtests im Gebiet Lop Nor
- Lop Nor Nuclear Weapons Test Base (englisch)